# Stan Kirsch
Pour les articles homonymes, voir Kirsch (homonymie).
 (juillet 2019).
Si vous disposez d'ouvrages ou d'articles de référence ou si vous connaissez des sites web de qualité traitant du thème abordé ici, merci de compléter l'article en donnant les références utiles à sa vérifiabilité et en les liant à la section « Notes et références ».
Stanley Benjamin Kirsch, dit Stan Kirsh, est un acteur américain né le 15 juillet 1968 à New York et mort le 11 janvier 2020 à Los Angeles.

## Biographie

### Parcours
Stan Kirsch parle couramment l'espagnol et le français, qu'il a appris à l'école de St David à Manhattan. Il est diplômé de l'université Duke en sciences politiques. 
Il a vécu en Italie et au Brésil. 

### Carrière
« Mm..mm..Good », furent les premiers mots qu'il prononça enfant à la télévision dans une publicité pour la soupe Campbell. Plus de vingt ans plus tard, alors qu'il étudie à l'université, Stan Kirsch redécouvre sa passion pour la comédie. Il retourne dans sa ville natale pour tester ses talents. Pour gagner sa vie, il donne des cours de théâtre. Il dirige de nombreuses pièces dans lesquelles il apparaît. Il rencontre le succès avec une troupe de théâtre Off-Broadway, moins d'une année se passe avant qu'il apparaisse dans un film Driven To You.
Il est apparu à diverses reprises à la télévision : sa première tâche fut de s'opposer à Brian Keith dans le pilote d'une série The Streets of Beverly Hills. Bien que cette série ne soit jamais entrée en production, le pilote fut diffusé le 13 juillet 1992 le jour même de la diffusion de la série Highlander. Il est surtout connu pour son rôle de Richie Ryan dans cette série. Il est également apparu dans Friends, où il jouait le petit ami mineur de Courtney Cox et dans JAG. Depuis son départ de la série Highlander en 1997, Stan a endossé de nombreux rôles et vit à Los Angeles.
Il tourne moins à partir de 2009 et se consacre à sa propre entreprise de coaching d'acteurs.

### Mort
Il est retrouvé mort à son domicile le 11 janvier 2020 après s'être suicidé par pendaison,.

## Filmographie

### Télévision
- 1992-1998 : Highlander
- 1995 : Friends, ( Éthan, petit copain de Monica, saison 1 épisode 22)
- 1996-2001 : JAG

### Cinéma
- 1998 : Shark in a Bottle
- 1998 : Reason Thirteen (court métrage)
- 2000 : The Flunky
- 2004 : L'Écorché
- 2004 : Straight Eye: The Movie
- 2005 : Deep Rescue